# Miroslav Vágner
Miroslav Vágner (5. července 1927, Praha – 17. dubna 2010) byl český římskokatolický kněz.

## Životopis
Miroslav Vágner se narodil 5. července 1927 v Praze. V letech 1939–1946 studoval gymnázium a poté do roku 1951 teologickou fakultu. Kněžské svěcení přijal 23. prosince 1950 v Praze a poté působil dva roky jako kaplan v Michli (1951–1953) a Holešovicích (1953). Po dvou letech základní vojenské služby (1953–1955) opět vykonával službu kaplana v pražských farnostech na Spořilově (1955–1958), ve farnosti u Matky Boží před Týnem (1958–1959), ve vinohradské farnosti u Nejsvětějšího Srdce Páně (1959–1960), v novoměstské farnosti u sv. Štěpána a sv. Ignáce (1960–1962).
Poté působil jako administrátor v mimopražských farnostech Mšec, Srbeč a Pozdeň (1962–1971) a poté ve farnostech Divišov a Třebešice (1871–1984). V polovině 80. let se vrátil do Prahy, když byl jmenován farářem nejdříve u sv. Jiljí (1984–1989) a poté v Liboci (1989–1994), u Matky Boží před Týnem (1994–2001) a poté v katedrále sv. Víta, Václava a Vojtěcha.
Po sametové revoluci zároveň působil na pražské teologické fakultě (1990–1999), dále jako vikář I. pražského vikariátu (1992–2001 a 2003), kanovník metropolitní kapituly (2001–2010, kancléř kapituly od roku 2003), notář kurie (2001–2010) a notář interdiecézního soudu v Praze (2003–2008).
Roku 2008 udělil papež Benedikt XVI. Miroslavu Vágnerovi titul monsignore. Mons. Vágner zemřel 17. dubna 2010 a byl pohřben na břevnovském hřbitově.